# Omar Bradley
Omar Nelson Bradley, född 12 februari 1893 i Clark i Missouri, död 8 april 1981 i New York i New York, var en amerikansk militär. Bradley kom med tiden att erhålla den näst högsta militära graden i USA:s armé, General of the Army.

## Biografi
Bradley examinerades från West Point (den amerikanska officershögskolan) 1915 i den årgång som kom att lämna ett stort antal generaler. Militärhistoriker har använt uttrycket årgången som stjärnorna föll på.
Vid andra världskrigets utbrott var han överste, befordrades 1941 till brigadgeneral och 1942 till generalmajor. Han var George S. Pattons närmaste man som befälhavare över 2:a armékåren under första delen av striderna i Tunisien och blev därefter själv från 15 april 1943 till februari 1944 chef för samma armékår.
Han deltog i erövringen av Bizerte och som generallöjtnant i invasionen av Sicilien juli–augusti 1943. I januari 1944 blev han under Dwight D. Eisenhower befälhavare över de brittiska trupperna i Storbritannien avsedda för landstigningen i Normandie.
Han deltog som chef för 1:a amerikanska armén vid Operation Overlord under Bernard Montgomery och från och med 1 augusti 1944 chef för 12:e amerikanska armégruppen direkt under Eisenhower. Med de underlydande arméerna, 1:a under Courtney Hodges 3:e under Patton och senare även 9:e under William Hood Simpson deltog han i de från brohuvudet i Normandie startade operationerna genom Frankrike. Under Bradleys ledning bröts den tyska Ardenneroffensiven i december-januari. I mars 1945 befordrades han till general.
Efter sin återkomst till USA blev han chef för Veterans Administration.
Bradley var från februari 1948 till augusti 1949 arméstabschef och från augusti 1949 till augusti 1953 var han den förste officielle ordföranden för samfällda stabscheferna (USA:s försvarschef). Han utnämndes till femstjärnig general (General of the Army) den 22 september 1950 som den senaste av totalt fem. Som försvarschef var han under presidenten och försvarsministern ansvarig för den amerikanska krigföringen under Koreakriget 1950–1953 och han genomdrev 1951 beslutet att avskeda general Douglas MacArthur från posten som överbefälhavare i Korea. Samma år skrev Bradley boken A Soldier's Story, vilken delvis ligger till grund för filmen Patton – Pansargeneralen (1970).
M2 Bradley, den amerikanska arméns nuvarande stridsfordon, har namngetts efter Omar Bradley.

## Militära grader
- fänrik                  12 juni 1915
- löjtnant                13 oktober 1916
- kapten                  22 augusti 1917
- major                   27 juli 1918
- kapten (permanent grad) 4 november 1922
- major                   27 juni 1924
- överstelöjtnant         22 juli 1936
- överste                 13 november 1943
- brigadgeneral           31 maj 1944 temporär grad 24 februari 1941
- generalmajor            16 september 1944 temporär grad 18 februari 1942
- generallöjtnant temporär grad 9 juni 1943
- general                 31 januari 1949 temporär grad 29 mars 1945
- General of the Army     22 september 1950

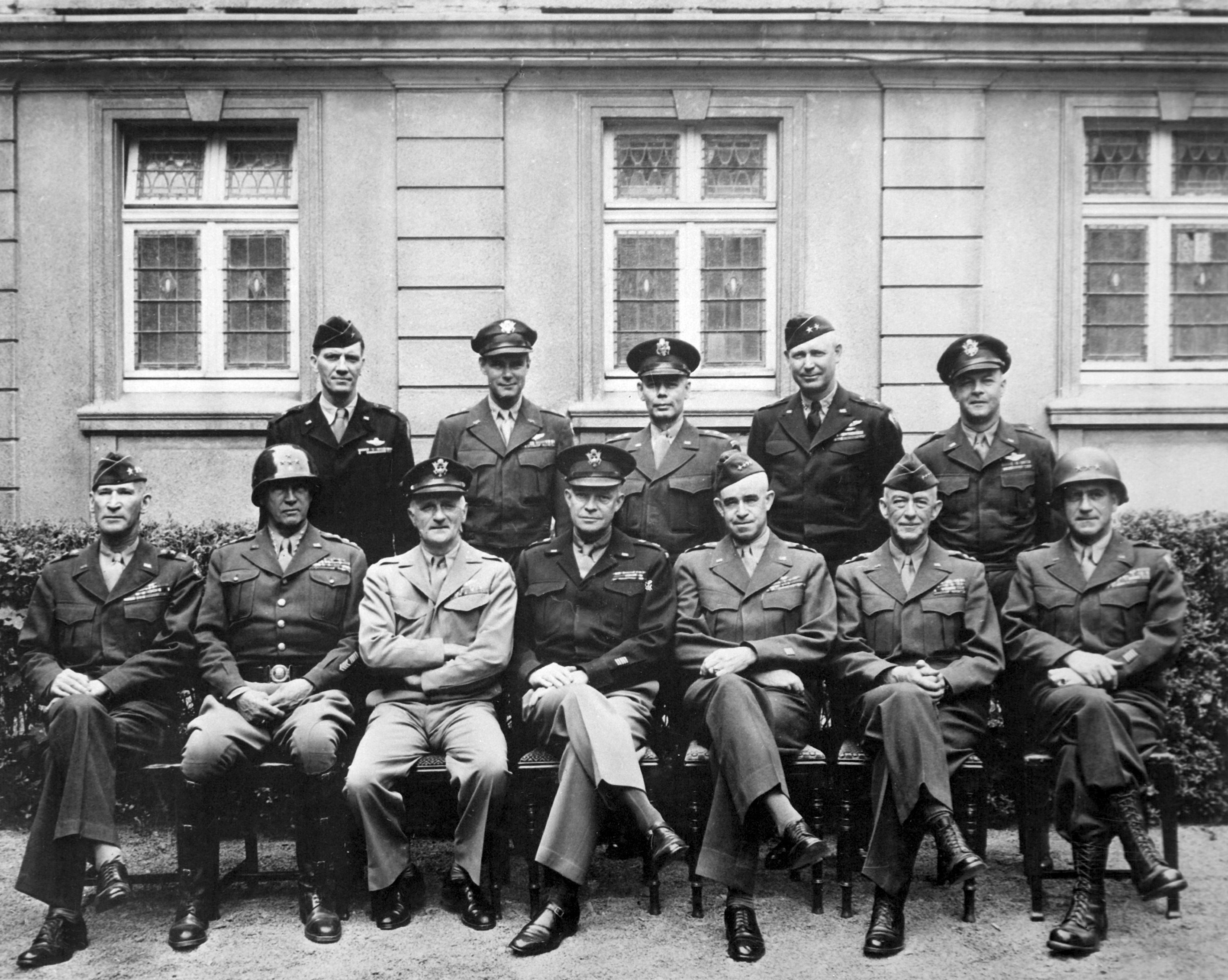
Amerikanska officerare 1945. I mitten i den främre raden sitter Dwight D. Eisenhower med Omar Bradley till höger. George S. Patton är tvåa från vänster.